# Pencarrow
Pencarrow (cornique : Pennkarow) est une maison de campagne classée Grade II* dans la paroisse civile d'Egloshayle dans le nord des Cornouailles, en Angleterre. Elle est située à trois milles (5 km) à l'est-sud-est de Wadebridge et trois milles (5 km) au nord-nord-ouest de Bodmin.

## Histoire

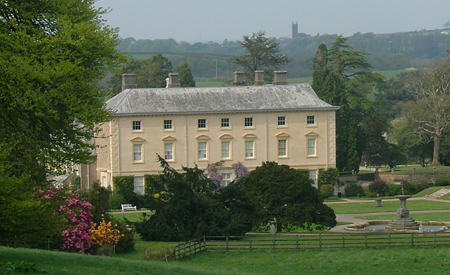
Pencarrow

John Molesworth, le quatrième baronnet de Molesworth, commence la construction de Pencarrow dans les années 1760, en agrandissant une maison plus ancienne sur le site, et elle est achevée après sa mort en 1766, par son fils, le cinquième baronnet, également appelé John Molesworth. L'architecte est probablement Robert Allanson. La rénovation initiale de la maison commence vers 1730, car le style palladien de la maison est quelque peu démodé dans les années 1760 et 1770, lorsqu'une grande partie des travaux est terminée. Un autre indice est que la symétrie des façades sud et est ne correspond à aucune symétrie sur le plan intérieur, peut-être parce que la disposition des pièces du bâtiment inhibait la symétrie axiale associée au style palladien.

## Description
Les parties les plus anciennes de la maison datent probablement de la fin du XVIIe ou du début du XVIIIe siècle, bien qu'il y ait eu des constructions antérieures sur le site. Les façades sud et est sont en moellons de pierre stuqués et en brique, tandis que le côté nord est en moellons de pierre. Le côté ouest est construit en pierre d'ardoise taillée avec un socle mouluré. Les toits sont en ardoise avec des extrémités en croupe sur les façades sud et est.

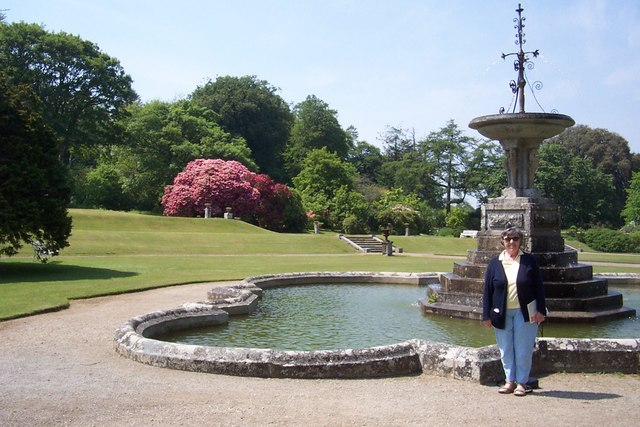
Les jardins de Pencarrow

Les bois et les jardins environnants, aménagés par William Molesworth, le 8e baronnet, entre 1831 et 1835, contiennent aujourd'hui 160 espèces de conifères spécimens, 700 espèces de rhododendrons et 60 espèces de camélias, ainsi qu'un jardin à l'italienne, une rocaille en granit et un lac. Araucaria araucana tire son nom populaire d'« arbre aux puzzles de singes » de ce qui s'est passé lorsqu'un jeune spécimen de cet arbre à Pencarrow a été montré à un groupe d'amis du propriétaire ; l'un d'eux fait la remarque "Cela intriguerait un singe de grimper là-dessus" ; comme l'espèce n'a pas de nom populaire existant « puzzle de singe » est resté.